# Directori (sistema de fitxers)
En informàtica, un directori o carpeta és una i eina de cerca o agrupació d'arxius de dades, segons qualsevol criteri que decideixi l'usuari. Tècnicament el directori emmagatzema informació sobre els arxius que conté, com els atributs dels arxius o on es troben físicament en el dispositiu d'emmagatzematge. És sovint visualment presentat com una taula.
Dins l'entorn gràfic dels sistemes operatius moderns, el directori es denomina metafòricament carpeta, i de fet es representa amb una icona amb aquesta figura. Aquesta imatge s'associa amb l'ambient administratiu de qualsevol oficina, on la carpeta de cartró emmagatzema les fulles de paper (representant els arxius de dades) d'un expedient.
La paraula ve del llatí directorium amb el significat 'itinerari traçat', 'guia'. La seva història va també ser lligada a un significat com ‘consell’ o ‘direcció públic’, o secundàriament en general qualsevol tipus de direcció, regles o ordinacions.